# 畿內亞洋流

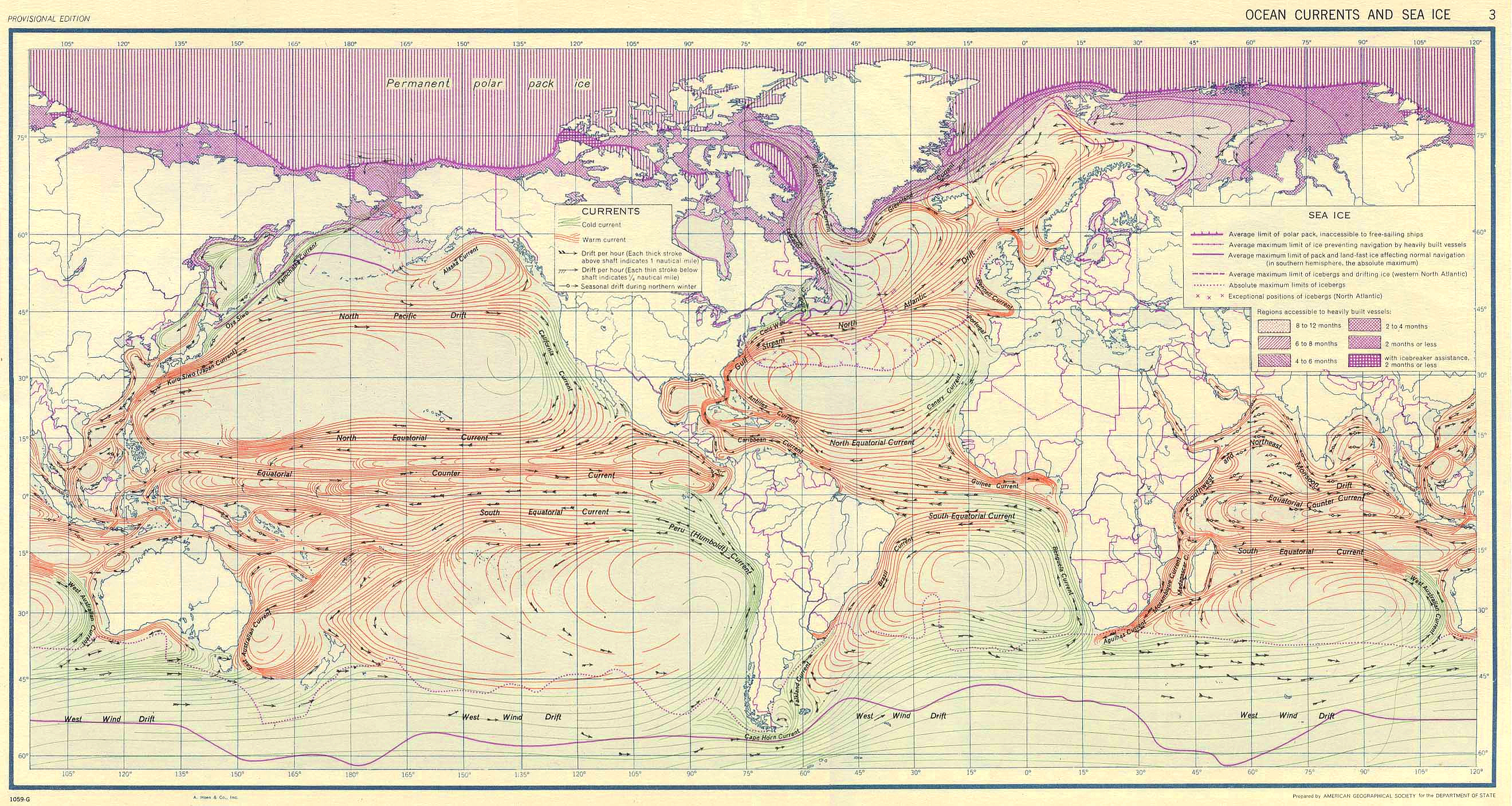
世界洋流概要。

畿內亞洋流（Guinea Current）為一個緩慢溫暖的洋流，其水流沿著西非畿內亞地區（Guinea (region)）岸邊向東流。它与印度洋和太平洋的赤道逆流有一些相似之处。